# Montoliu (Erau)
Montoliu (en francès Montoulieu) és un municipi occità del Llenguadoc, situat al departament de l'Erau i a la regió d'Occitània.